# Lluís Solé
Lluís Solé Sabarís (Gavá, 18 de mayo de 1908-Capellades, 14 de julio de 1985) fue un geógrafo y geólogo español. 

## Biografía
Nacido en la ciudad de Gavá, en la comarca del Bajo Llobregat, cuando era pequeño su familia se trasladó a vivir a Lérida. En 1925 se diplomó en magisterio. Un año más tarde conoció a Pau Vila, gracias al cual entró en contacto con la geografía, así en 1929, se licenció en la Universidad de Barcelona en Ciencias Naturales. En 1935 empezó a participar en la fundación de la Sociedad Catalana de Geografía (de la cual fue presidente entre 1972 y 1981).
Amplió sus conocimientos en Alemania, donde estudió Paleontología, materia a la cual dedicó su doctorado en 1936.
Dedicado a la docencia, fue profesor de instituto en Figueras y en Tarragona. Tras la guerra civil española consiguió la cátedra de Geografía Física en la Universidad de Granada, consiguiendo posteriormente, en el año 1943, la cátedra en la Universidad de Barcelona, desde la cual consiguió institucionalizar esta disciplina científicamente mediante el establecimiento de una sede del Consejo Superior de Investigaciones Científicas (CSIC) en la misma universidad y la fundación del Instituto de Estudios Pirenaicos. Este instituto permitió relacionar a los profesionales de la geografía catalana y española con los franceses, vinculados con la escuela regional de geografía.
En el año 1981 fue galardonado con la Creu de Sant Jordi, concedida por la Generalidad de Cataluña. Murió en 1985 en su residencia de Capellades (provincia de Barcelona).
Era el padre de Oriol Solé Sugranyes y hermano de Felip Solé i Sabarís.

## Obra
- 1951, Los Pirineos
- 1952, Geografía de España y Portugal, con Manuel de Terán Álvarez
- 1958-1974, Geografía de Catalunya, (cuatro volúmenes)
- 1968, Geografía Regional de España, con Manuel de Terán y Juan Vilá Valentí.
- 1978, Geografía General de España, con Manuel de Terán
- 1975, Sobre el concepte de regió natural i la seva evolució

Desde el año 2001 el Instituto de Estudios Catalanes convoca anualmente el "Premio Lluís Solé i Sabarís" de Geografía, ofrecido al mejor trabajo de investigación o ensayo sobre geografía.